# Sang-Sang
Sang-Sang – wieś (desa) w kecamatanie Kelumpang Tengah, w kabupatenie Kotabaru w prowincji Borneo Południowe w Indonezji.
Miejscowość ta leży w północnej części kecamatanu, na południe od drogi Jalan Sembuang. Przechodzi przez nią droga Jalan Simpang Lima.